# 경동로
경동로(慶東路, Gyeongdong-ro)는 경상북도 안동시 서후면 교리 나들목과 영덕군 영덕읍 청렴교를 잇는 경상북도의 도로이다. 전 구간 왕복 2~4차선으로 이루어져 있다. 경상북도 중북부 지역을 동서로 관통한다. 안동시 구간은 2015년 12월 21일 안동시 국도대체우회도로인 남순환로가 개통되기 전까지 국도 제34호선에 속했다.

## 역사
- 1975년 10월 1일 : 안동군 임동면 망천리 ~ 영덕군 지품면 신안리 총 410m 구간 개통 및 기존 550m 구간 폐지, 문경군 산양면 반곡리 ~ 예천군 용궁면 가야리 6.26km 구간 개통 및 기존 5.93km 구간 폐지[1]
- 2000년 6월 1일 : 풍산 ~ 안동간 도로(안동시 풍산읍 소산리 ~ 노하동) 12.522km 구간 확장 개통[2]
- 2000년 6월 15일 : 풍산 ~ 안동간 도로(안동시 노하동 ~ 당북동 (구)농고네거리) 4.57km 구간 확장 개통[3]
- 2009년 11월 26일 : 2개 이상 시·군에 걸쳐 있는 도로로 경동로를 고시[4]
- 2015년 12월 21일 : 안동시 국도대체우회도로 교리 ~ 수상간 도로(안동시 서후면 교리 ~ 수상동) 8.3km 구간 개통[5]으로 기존 11.2km 구간 국도 지정 해제[6]

## 주요 경유지
경상북도
- 안동시 (서후면 - 풍산읍 - 송하동 - 태화동 - 서구동 - 중구동 - 용상동 - 임하면 - 임동면) - 청송군 진보면 - 영덕군 (지품면 - 영덕읍)

## 노선
| 이름                     | 접속 노선                              | 소재지                        | 소재지                             | 비고                                                         |
| 경서로와 직결            | 경서로와 직결                          | 경서로와 직결                 | 경서로와 직결                      | 경서로와 직결                                                |
| ------------------------ | -------------------------------------- | ----------------------------- | ---------------------------------- | ------------------------------------------------------------ |
| 교리 나들목              | 국도 제34호선 (남순환로)               | 안동시                        | 북:서후면 남:풍산읍                |                                                              |
| 송야사거리               | 지방도 제924호선 (풍산태사로)          | 안동시                        | 북:서후면 남:풍산읍                |                                                              |
| 송야천교                 |                                        | 안동시                        | 북:서후면 남:풍산읍                |                                                              |
| 송하동                   |                                        | 안동시                        |                                    |                                                              |
| 안동버스터미널           |                                        | 안동시                        |                                    |                                                              |
| 호암삼거리               | 하이마로                               | 안동시                        |                                    |                                                              |
| 경안중학교 교차로        | 황토마을길                             | 안동시                        |                                    |                                                              |
| 성좌원입구 교차로        | 희망1길                                | 안동시                        |                                    |                                                              |
| 송현오거리               | 국도 제5호선 (경북대로) 송하1길        | 안동시                        |                                    |                                                              |
| 안동공고 교차로          | 단원로                                 | 안동시                        | 태화동                             |                                                              |
| KBS안동방송국입구 교차로 | 감나무길                               | 안동시                        | 태화동                             |                                                              |
| 태화오거리               | 광명로 서동문로 감나무5길 서악길       | 안동시                        | 태화동                             |                                                              |
| 태화삼거리               | 태화중앙로                             | 안동시                        | 태화동                             |                                                              |
| 영가교 교차로            | 안기천로                               | 안동시                        | 태화동                             |                                                              |
| 영가교 교차로            | 안기천로                               | 안동시                        | 서구동                             |                                                              |
| 중앙사거리               | 제비원로                               | 안동시                        |                                    |                                                              |
| 천리고가교 북단          | 국도 제35호선 (퇴계로)                 | 안동시                        |                                    |                                                              |
| 천리고가교 북단          | 국도 제35호선 (퇴계로)                 | 안동시                        | 중구동                             |                                                              |
| 안동역시외버스정류장     |                                        | 안동시                        |                                    |                                                              |
| 안동역 교차로            | 영가로                                 | 안동시                        |                                    |                                                              |
| 법흥삼거리               | 상록길                                 | 안동시                        |                                    |                                                              |
| 법흥육거리               | 석주로 육사로                          | 안동시                        | 법흥교 구간                        |                                                              |
| 법흥교                   |                                        | 안동시                        |                                    |                                                              |
| 용상동                   |                                        | 안동시                        |                                    |                                                              |
| 법흥교 동단              | 전거리길                               | 안동시                        |                                    |                                                              |
| (길주중학교입구)         | 관광단지로                             | 안동시                        |                                    |                                                              |
| 용상아파트단지 교차로    | 길주길                                 | 안동시                        |                                    |                                                              |
| 선어대교                 |                                        | 안동시                        | 영덕방면 전용                      |                                                              |
| 송천 교차로              | 국도 제34호선 국도 제35호선 (남순환로) | 안동시                        | 국도 제34호선 구간                 |                                                              |
| 안동대학교               |                                        | 안동시                        | 국도 제34호선 구간                 |                                                              |
| 임하댐                   |                                        | 안동시                        | 국도 제34호선 구간                 | 임하면                                                       |
| 천전리                   | 임하길                                 | 안동시                        | 국도 제34호선 구간                 | 임하면                                                       |
| 우곡삼거리               | 망천우곡길                             | 안동시                        | 국도 제34호선 구간                 | 임동면                                                       |
| 망천교                   |                                        | 안동시                        | 국도 제34호선 구간                 | 임동면                                                       |
| 마리삼거리               | 가느래이설길                           | 안동시                        | 국도 제34호선 구간                 | 임동면                                                       |
| 박곡교 대평교            |                                        | 안동시                        | 국도 제34호선 구간                 | 임동면                                                       |
| 수곡교 서단              | 수곡용계로                             | 안동시                        | 국도 제34호선 구간                 | 임동면                                                       |
| 임동교                   |                                        | 안동시                        | 국도 제34호선 구간                 | 임동면                                                       |
| 중평삼거리               | 지방도 제935호선 (임예로)              | 안동시                        | 국도 제34호선 구간                 | 임동면                                                       |
| 갈전교                   |                                        | 안동시                        | 국도 제34호선 구간                 | 임동면                                                       |
| 가랫재                   |                                        | 안동시                        | 국도 제34호선 구간                 | 임동면                                                       |
| 청송군                   | 진보면                                 |                               | 국도 제34호선 구간                 |                                                              |
| 청송군                   | 진보면                                 | 부곡교                        | 국도 제34호선 구간                 | 진보부곡길                                                   |
| 청송군                   | 진보면                                 | 진보교                        | 국도 제34호선 구간                 |                                                              |
| 청송군                   | 진보면                                 | 이촌삼거리                    | 국도 제34호선 구간                 | 진보로                                                       |
| 청송군                   | 진보면                                 | 진안사거리                    | 국도 제31호선 (청송로) 진안로      | 국도 제31, 34호선 구간                                       |
| 청송군                   | 진보면                                 | 각산삼거리                    | 진보로                             | 국도 제31, 34호선 구간                                       |
| 청송군                   | 진보면                                 | 월전삼거리                    | 국도 제31호선 (영양로)             | 국도 제31, 34호선 구간                                       |
| 청송군                   | 진보면                                 | 고현교                        | 송이길                             | 국도 제34호선 구간                                           |
| 청송군                   | 진보면                                 | 시랑교                        | 남각산길                           | 국도 제34호선 구간                                           |
| 청송군                   | 진보면                                 | 제2고현교                     | 윗석계길                           | 국도 제34호선 구간                                           |
| 청송군                   | 진보면                                 | 황학교                        | 신촌갈평길                         | 국도 제34호선 구간                                           |
| 청송군                   | 진보면                                 | 동청송영양 나들목             | 30호선 서산영덕고속도로            | 국도 제34호선 구간                                           |
| 청송군                   | 진보면                                 | 황장재                        |                                    | 국도 제34호선 구간                                           |
| 영덕군                   | 지품면                                 |                               |                                    | 국도 제34호선 구간                                           |
| 영덕군                   | 지품면                                 | 황장삼거리                    | 지방도 제911호선 (석보로)          | 국도 제34호선 구간                                           |
| 영덕군                   | 지품면                                 | 원전교                        |                                    | 국도 제34호선 구간                                           |
| 영덕군                   | 지품면                                 | 원전정류소                    |                                    | 국도 제34호선 구간                                           |
| 영덕군                   | 지품면                                 | 신안교                        | 신안길                             | 국도 제34호선 구간                                           |
| 영덕군                   | 지품면                                 | 지품면사무소                  | 국가지원지방도 제69호선 (지영로)   | 국도 제34호선 구간 국가지원지방도 제69호선 구간              |
| 영덕군                   | 지품면                                 | 신양강변터널                  |                                    | 국도 제34호선 구간 국가지원지방도 제69호선 구간 연장 약 120m |
| 영덕군                   | 지품면                                 | 신양삼거리                    | 국가지원지방도 제69호선 (팔각산로) | 국도 제34호선 구간 국가지원지방도 제69호선 구간              |
| 영덕군                   | 지품면                                 | 오천교                        | 오천2길                            | 국도 제34호선 구간                                           |
| 영덕군                   | 지품면                                 | 용수교                        | 삼화2길                            | 국도 제34호선 구간                                           |
| 영덕군                   | 영덕보건소                             | 화개길 화개서길               | 영덕읍                             | 국도 제34호선 구간                                           |
| 영덕군                   | 청렴교                                 | 국도 제34호선 (영덕로) 강변길 | 영덕읍                             | 국도 제34호선 구간                                           |

## 주요 건물 및 시설
- 안동버스터미널 (경상북도 안동시 경동로 130)
- 경안중학교 (경상북도 안동시 경동로 205-33)
- 경안여자고등학교 (경상북도 안동시 경동로 205-34)
- 송하지구대 (경상북도 안동시 경동로 278)
- 안동송현초등학교 (경상북도 안동시 경동로 313)
- 한국농어촌공사 안동지사 (경상북도 안동시 경동로 323)
- 안동고용노동지청 (경상북도 안동시 경동로 400)
- 경북하이텍고등학교 (경상북도 안동시 경동로 404)
- 남부치안센터 (경상북도 안동시 경동로 547)
- 안동교육지원청 (경상북도 안동시 경동로 554)
- 안동우체국 (경상북도 안동시 경동로 560)
- 안동초등학교 (경상북도 안동시 경동로 643)
- 홈플러스 안동점 (경상북도 안동시 경동로 656)
- 안동역 (경상북도 안동시 경동로 684)
- 역전지구대 (경상북도 안동시 경동로 690)
- CGV 안동점 (경상북도 안동시 경동로 841)
- 안동용상초등학교 (경상북도 안동시 경동로 900)
- 길주중학교 (경상북도 안동시 경동로 931)
- 용상동우체국 (경상북도 안동시 경동로 935-2)
- 길주초등학교 (경상북도 안동시 경동로 947-20)
- 용상파출소 (경상북도 안동시 경동로 959)
- 안동대학교 (경상북도 안동시 경동로 1375)
- 안동 의성김씨 종택 (경상북도 안동시 임하면 경동로 1949-9)
- 청송진보병원 (경상북도 청송군 진보면 경동로 4003)
- 월전치안센터 (경상북도 청송군 진보면 경동로 4561)
- 시량초등학교(폐교) (경상북도 청송군 진보면 경동로 4692)
- 청송야송미술관(구 신촌초등학교) (경상북도 청송군 진보면 경동로 5162)
- 원전보건진료소 (경상북도 영덕군 지품면 경동로 5984)
- 원전정류소 (경상북도 영덕군 지품면 경동로 5996)
- 지품초등학교 낙평분교(폐교) (경상북도 영덕군 지품면 경동로 6584)
- 지품면사무소 (경상북도 영덕군 지품면 경동로 7153)
- 지품치안센터 (경상북도 영덕군 지품면 경동로 7173-3)
- 황금은어생태학습장 (경상북도 영덕군 지품면 경동로 7858)
- 영덕군농업기술센터 (경상북도 영덕군 영덕읍 경동로 8113)
- 영덕군선거관리위원회 (경상북도 영덕군 영덕읍 경동로 8322)
- 대구지방법원 영덕지원 (경상북도 영덕군 영덕읍 경동로 8335)
- 대구지방검찰청 영덕지청 (경상북도 영덕군 영덕읍 경동로 8337)
- 영덕군보건소 (경상북도 영덕군 영덕읍 경동로 8367)
- 영덕소방서 (경상북도 영덕군 영덕읍 경동로 8401)